# Dem
Dem (gr. demos δῆμος; l.mn. demoi) – podstawowa jednostka administracyjna i terytorialna w starożytnej Grecji, gmina.
Równolegle słowo to posiadało jeszcze dwa znaczenia.
- ludność wolna, prawowicie i na stałe zamieszkująca teren danego, konkretnego demu lub wywodząca się zeń.
- lud, jako źródło prawa i władzy w państwie, jednak w rozumieniu ograniczonym do spisu pełnoprawnych obywateli (polskie określenie: demos).

## Powstanie demów
Wszystkie państwa greckie podzielone były na demy, lecz wiedza współczesna ogranicza się do demów w Attyce, gdzie podział na demy w znanym obecnie kształcie został wprowadzony przez Klejstenesa w 508 p.n.e. Podzielił on Attykę na demy, przy czym 3 demy tworzyły trytię, a 3 trytie składały się na fylę. W sumie fyl było 10 i w każdej fyli było 9 demów.

## Nazwy
Każdy dem otrzymał nazwę od głównego miasta, przy czym na ogół nazwy te pochodziły od starego rodu (genos) władającego miastem, wiązały się z głównymi produktami wytwarzanymi w danym rejonie albo z jakimś detalem topograficznym. Czasem nazwy nawiązywały do legendarnych postaci, które stawały się patronami demu.

## Liczba i charakter demów
Demy miały różny zasięg terytorialny, można więc było powiększać ich liczbę ze szkodą dla niektórych z nich. Początkowo było ich 90-100 (dokładnej liczby nie znamy), w V wieku p.n.e. – 139, a w epoce Strabona (I wiek p.n.e.) – 174. Miały one charakter okręgów miejskich lub wiejskich różnego typu, od dzielnic miasta poprzez całe miasta po skrawki terytoriów wiejskich.

## Władze
Dem był zarządzany przez demarchę (demarchos) wybieranego na okres roku. Rozporządzał on księgami stanu cywilnego (rejestrami) obywateli demu. W obowiązkach pomagał mu skarbnik (tomios). Gmina posiadała nie tylko własnych urzędników, lecz także własne kulty, grunty i dochody. Demarcha przechowywał kataster, troszczył się o wspólny majątek, organizował święta, przewodniczył zgromadzeniom, reprezentował dem w sprawach przed heliają, zarządzał również finansami gminy.

## Obywatele
System demów stanowił podstawę organizacji demokracji ateńskiej, np. w skład Rady Pięciuset (bule) wchodzili obywatele wybierani z każdego demu proporcjonalnie do liczby ludności. Przynależność do demów była dziedziczna, niezależnie od miejsca zamieszkiwania obywatela. Wpisanie do określonego demu następowało po ukończeniu 18 roku życia i odbywało się w obecności świadków, którzy potwierdzali, że obywatel pochodzi z prawnie zawartego małżeństwa osób wolnych. Odtąd po imieniu własnym Ateńczyka, oprócz lub zamiast imienia ojca, zapisywano nazwę demu. Przy sporządzaniu list członków po raz pierwszy postępowano liberalnie, uwzględniając wielu osiadłych na stałe metojków (cudzoziemców). Dopiero ponad pół wieku później, w czasach Peryklesa, uznano, że obywatelem i członkiem demu może być tylko osoba urodzona z rodziców Ateńczyków. Utworzenie demów znacznie przyczyniło się do rozpowszechnienia pisma wśród mieszkańców, ponieważ na najniższym szczeblu administracyjnym należało znać ustawy uchwalane w Atenach.

## Gospodarka
Dochody gminy pochodziły z podatku od nieruchomości (enktetikon), z wynajmu wspólnych dóbr gminnych i z operacji finansowych, jakie przeprowadzano środkami finansowymi gminy. Wydatki to m.in. organizacja świąt lokalnych, koszty utrzymywania kultów, wznoszenie monumentów publicznych, wykuwania w kamieniu dekretów i umów. Gdy na listę wydatków dochodziły liturgie, których koszty demarcha często ponosił, przekraczały one zazwyczaj dochody.